# PGC 48342
LEDA/PGC 48342 ist eine Galaxie im Sternbild Bärenhüter am Nordsternhimmel. Sie ist schätzungsweise 371 Millionen Lichtjahre von der Milchstraße entfernt und hat einen Durchmesser von etwa 55.000 Lichtjahren.
Im selben Himmelsareal befinden sich unter anderem die Galaxien IC 4314, PGC 48296, PGC 48479, PGC 1792506.